# Ayuntamiento de Weston-super-Mare
El Ayuntamiento de Weston-super-Mare es un edificio municipal situado en Walliscote Grove Road en la localidad de Weston-super-Mare, en el condado inglés de Somerset (Reino Unido). El edificio, que es la sede del Consejo de North Somerset, es un monumento clasificado de Grado II.

## Historia
Después de que se nombraran comisionados de la ciudad en 1842, una de sus primeras acciones fue identificar un lugar de reunión adecuado: inicialmente se reunieron en el antiguo Plough Hotel en High Street y luego, a partir de 1848, en la Capilla Wesleyana. Al considerar que esta ubicación era inadecuada, decidieron adquirir un ayuntamiento a medida: el sitio que seleccionaron estaba en una parte de la ciudad en rápido desarrollo, cerca de la nueva estación de tren propuesta de Weston-super-Mare. Sin embargo, después de que el secretario municipal declaró un interés personal en la tierra y surgieron preocupaciones sobre la probidad de la transacción, el rector local, el Venerable Henry Law, adquirió la tierra él mismo y la regaló a los comisionados de la ciudad.
El nuevo edificio fue diseñado por James Wilson en estilo italiano, construido a un costo de £ 3000 y terminado en 1856. El diseño original consistía en una fachada principal simétrica con tres tramos que daban a Walliscote Grove Road (la sección izquierda de la estructura actual); la parte central presentaba una entrada arqueada con un elaborado frontón tallado con ventanas gemelas de cabeza redonda en el primer piso y un óculo arriba.
El ayuntamiento se amplió hacia el norte a lo largo de Walliscote Grove Road según un diseño de Hans Price en 1897: la sección central, que se proyectaba hacia adelante, incluía una puerta cochera porticada con cuatro ventanas redondas en el primer piso, flanqueada por columnas de orden corintio, y un frontón arriba. También incluía una alta torre del reloj, alejada del frente del edificio, con campanas fundidas por Llewellyns de Bristol. En 1927 se completó la sección derecha, que se construyó en un estilo que armonizaba con la sección izquierda original y que se extendía a lo largo de Oxford Street. Internamente, la sala principal de la nueva ampliación era la nueva cámara del consejo.
El edificio continuó sirviendo como sede del consejo municipal de Weston-super-Mare y siguió siendo la sede del gobierno local después de que se formó el consejo de distrito ampliado de Woodspring en 1974. Se construyó una gran extensión moderna de ladrillo rojo detrás del ayuntamiento para su uso por el Consejo del Distrito de Woodspring en la década de 1970. Luego, el ayuntamiento se convirtió en la sede de la nueva autoridad unitaria para el área, el Consejo de North Somerset, en 1996.
Willmott Dixon renovó y mejoró profusamente la ampliación de la década de 1970 a un costo de £ 10 millones, según un diseño de Alec French Architects, para facilitar el trabajo de planta abierta y crear una nueva biblioteca de distrito en 2012. Además, se construyó un nuevo mostrador de consultas policiales establecido en el ayuntamiento en 2013.